# Petrónio (patrício)
Petrônio (português brasileiro) ou Petrónio (português europeu) (em latim: Petronius) foi um oficial romano do século IV, ativo durante o reinado do imperador Valente (r. 364–378). Era sogro de Valente e pai da imperatriz Albia Dominica. Em algum momento antes de 364, era prepósito dos martenses seniores, uma legião comitatense ativa no Oriente. Entre 364-365, Petrônio foi um patrício. De acordo com uma lei de 13 de abril de 365 preservada no Código de Teodósio, Petrônio foi incumbido com a missão de recrutar os filhos de veteranos na cidade de Berito.
Os autores da PIRT sugerem que essa lei provavelmente reflete o desejo de Valente de recomeçar hostilidades com o Império Sassânida e para tal enviou seu sogro ao Oriente para fazer os preparativos. Segundo Amiano Marcelino, ele era odiado por sua crueldade e avareza e muitas pessoas que apoiaram Procópio assim o fizeram para se livrarem dele. Também segundo Marcelino, ele apoiou a nomeação de Nebrídio como prefeito pretoriano do Oriente em sucessão de Salúcio.